# Motorvägar i Storbritannien

Brittisk motorvägsskylt.

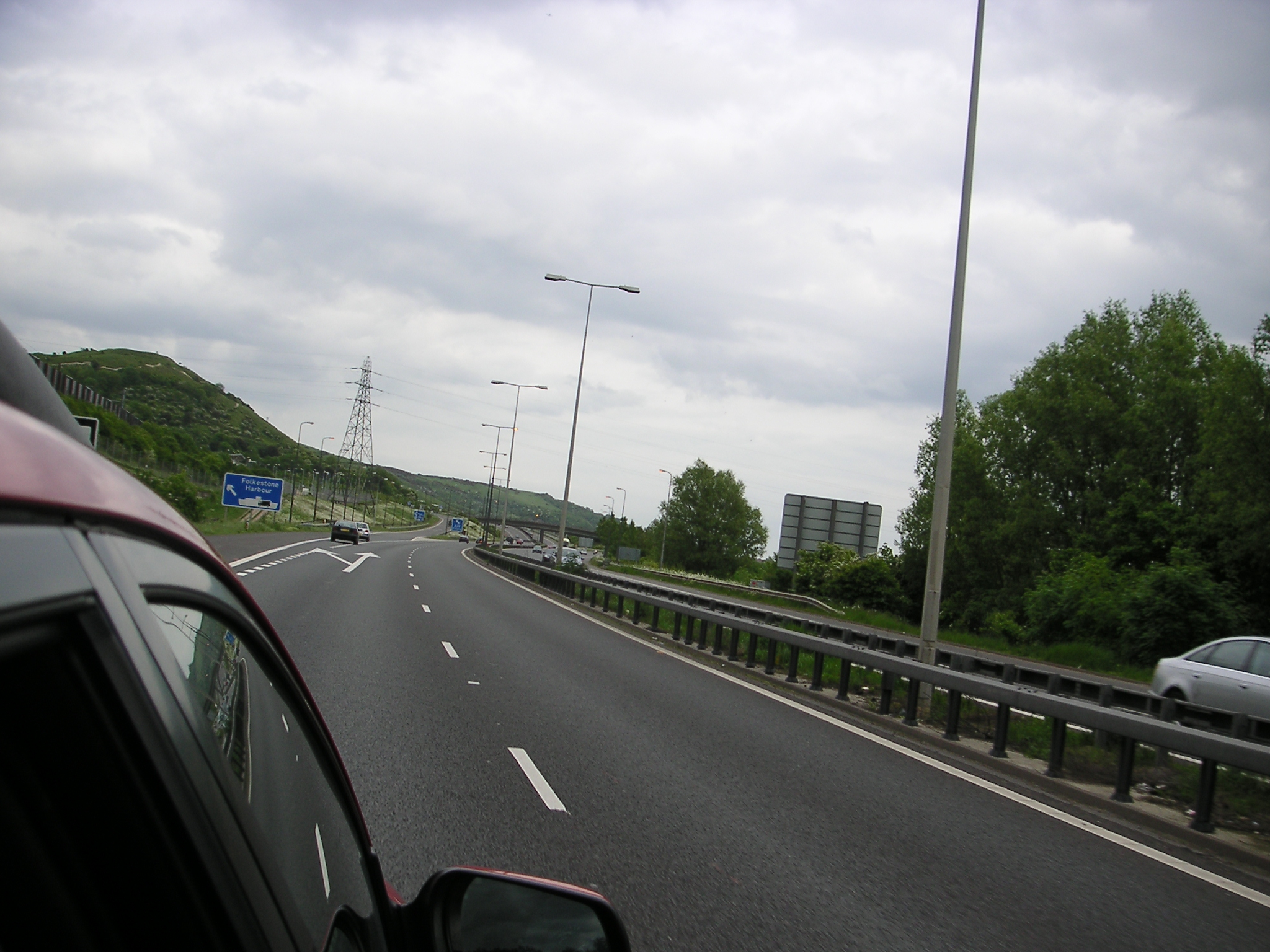
M20 vid Folkestone i riktning mot Dover, strax öster om avfarten till Kanaltunneln.

Storbritannien är ett av de länder som har de mest välutbyggda motorvägssystemen. Londons ringled M25 är en av Europas mest trafikerade motorvägar och en av världens största ringleder. Storbritanniens första motorvägssträcka, Preston By-pass, öppnade 1958. Den är numera en del av motorvägen M6.

## Standard
Storbritanniens motorvägar påminner mycket om Nederländernas: de är byggda i samma stil, ofta försedda med påkostad belysning i samma stil, och har skyltar med snarlika typsnitt. Till skillnad från andra motorvägar i Europa har dock Storbritanniens motorvägar – likt resten av vägnätet i landet – vänstertrafik, avståndsskyltning i engelska mil och yards, och hastighetsbegränsningar i miles/h.
I Wales är skyltningen alltid tvåspråkig, engelska och kymriska. I övriga Storbritannien är skyltningen normalt enspråkig på engelska. Ett undantag är nära Dover och omgivningarna runt Kanaltunneln där motorvägarna har kopplingar till övriga Europa och där det kan finnas vissa uppmaningar på fler språk.

### Dual carriageways
Fyrfältsvägar (dual carriageways) är vanliga i Storbritannien. Denna vägtyp kan ha varierande standard, men inte alls sällan består den av minst två körfält i varje riktning med mittremsa samt har planskilda trafikplatser med accelerationsfält. Något den dock brukar sakna är vägren. Ibland består större korsningar av rondeller i stället för trafikplatser. Oftast är hastighetsbegränsningen på denna vägtyp samma som bashastigheten på landsväg, dvs. 60 mph (96 km/h). Eftersom vägen officiellt är vanlig landsväg har den gröna skyltar, till skillnad från motorvägens blå. Flera vägar av detta slag uppgraderas dock till motorvägar.

## Ansvariga myndigheter och numrering
Det sammanhängande motorvägsnätet i England, Wales och Skottland förvaltas av Highways Agency i England, Transport Wales i Wales och Transport Scotland i Skottland. Nätet har ett eget nummersystem, som dock följer ungefär samma principer som nummersystemet för övriga landsvägar. Det händer därför att en motorväg och en parallell äldre landsväg har samma nummer, särskilt i Skottland (exempelvis kan landsvägen heta A2 och motorvägen M2), men det är ingen allmän regel. Om en kortare motorvägssträcka ingår i en längre landsväg får den landsvägens beteckning med ett M inom parentes efteråt, till exempel A1(M) som ingår i A1. Som en följd av detta, och av att motorvägarna i England och Skottland byggts ut från varsitt håll av olika myndigheter, har den sammanhängande motorvägen mellan Rugby i England och Glasgow i Skottland tre olika nummer: M6, A74(M) och M74. De motorvägar som korsar gränsen mellan England och Wales gör det dock utan att byta nummer.
Nordirland har ett helt eget nummersystem som är oberoende av övriga Storbritannien. Därför finns M1 i Nordirland som helt saknar samband med M1 i England. Motorvägarna förvaltas av Roads Service.

## Anslutningar till andra länder
Ingen motorväg i Storbritannien leder direkt ut till ett annat land. Väg E1/A1 är en mötesseparerad motortrafikledsliknande väg som leder mellan Lisburn i Nordirland och Irlands gräns. Vägen är dock i praktiken lik en motorväg hela vägen. Det finns en internationell anslutning från det brittiska motorvägsnätet genom M20 som leder till Kanaltunneln i Folkestone. Därifrån går färden med speciella biltåg som i sin tur ansluter till motorvägen A26 i Frankrike. Det finns även bilfärjor på sträckan.

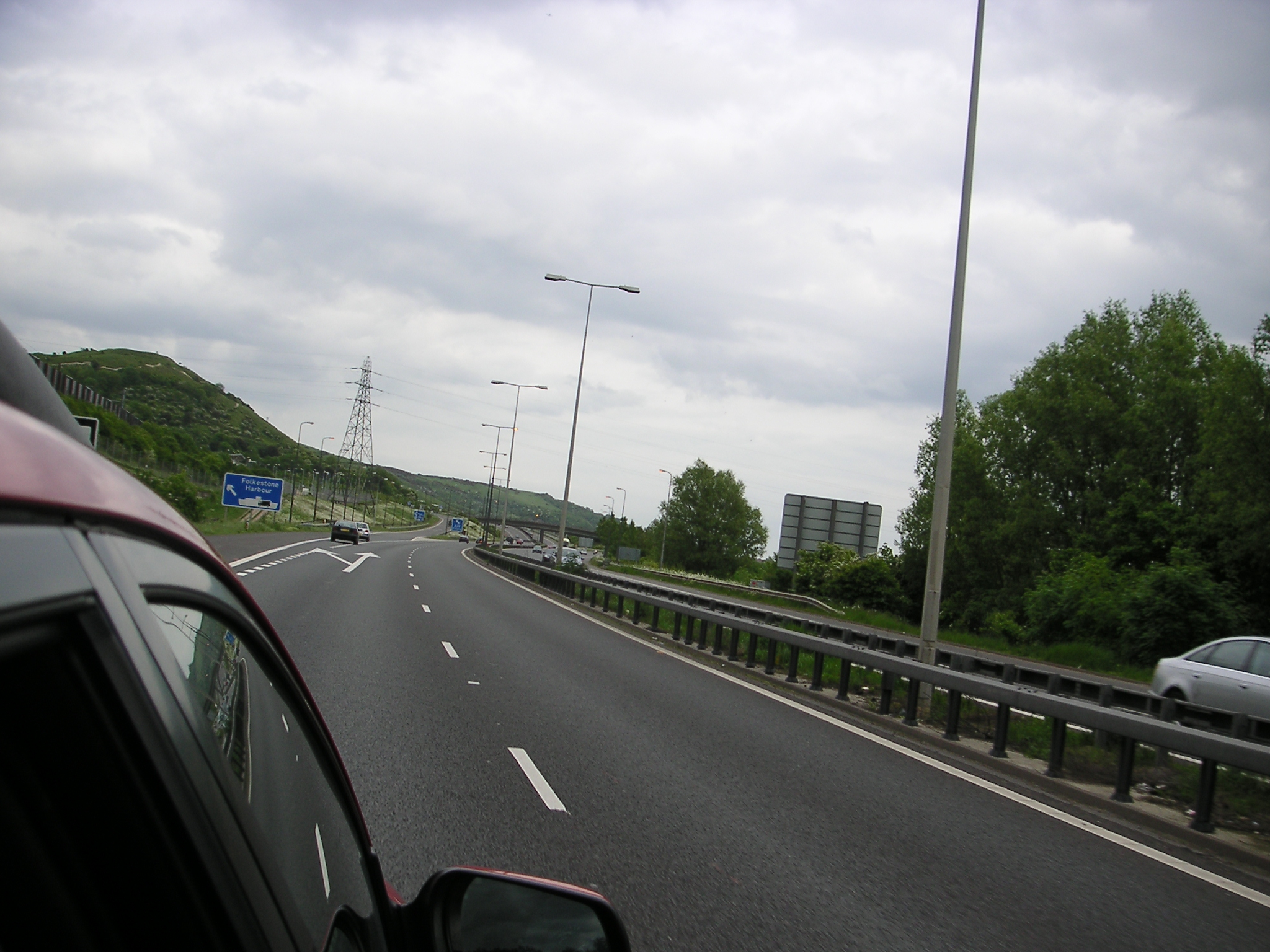
M20 vid Folkestone i riktning mot Dover, strax öster om avfarten till Kanaltunneln.

Detta är en lista över motorvägar i Storbritannien.

## Motorvägssträckor i Storbritannien

### Motorvägar i England, Skottland och Wales
- M1 London–Aberford norr om Leeds[1]
- M2 Strood–Faversham (Medways förbifart)[2]
- M3 Southampton–London (Sunbury-on-Thames)[3]
- M4 London–Bristol–Cardiff–Pontarddulais[4]
- M5 Exeter–Birmingham (Walsall)[5]
- M6 Rugby–Gretna Green (motorvägen byter namn till A74(M) och fortsätter norrut till Glasgow)[6]
- M6 Toll Sutton Coldfield–Cannock (betalmotorväg norr om Birmingham)[7]
- M8 Edinburgh–Glasgow–Greenock[8]
- M9 Edinburgh–Dunblane[9]
- M11 London–Cambridge[10]
- M18 Rotherham–Goole[11]
- M20 London (Swanley)–Folkestone[12]
- M23 London (Coulsdon)–Crawley[13]
- M25 motorvägsring runt London och världens mest trafikerade motorväg[14]
- M26 M25 vid Sevenoaks–M20 före Maidstone[15]
- M27 Cadnam väster om Southampton–Portsmouth[16]
- M32 M4–centrala Bristol[17]
- M40 London–Birmingham[18]
- M42 Birmingham–Ashby-de-la-Zouch[19]
- M45 Daventry–Coventry[20]
- M48 Alveston–Magor över gamla Severn Bridge[21]
- M49 M5–M4 väster om Bristol[22]
- M50 Tewkesbury–Ross-on-Wye[23]
- M53 Chester–Birkenhead[24]
- M54 Wolverhampton–Telford[25]
- M55 Blackpool–Preston[26]
- M56 Manchester–Chester[27]
- M57 Liverpools östra förbifart, ansluter till M58 och M62[28]
- M58 Wigan–Liverpool[29]
- M60 motorvägsring runt Manchester[30]
- M61 Preston–Manchester[31]
- M62 Liverpool–Kingston upon Hull[32]
- M65 Preston–Colne[33]
- M66 Rawtenstall–Manchester[34]
- M67 Denton–Hyde[35]
- M69 Leicester–Coventry[36]
- M73 Birkenshaw–Cumbernauld öster om Glasgow[37]
- M74/A74(M) Glasgow–Gretna Green (motorvägen byter namn till M6 och fortsätter söderut till Rugby)[38]
- M77 Glasgow–Kilmarnock[39]
- M80 Glasgow–Stirling[40]
- M90 Forth Road Bridge–Perth[41]
- M180 Thorne–Elsham söder om Humber Bridge[42]
- M181 M180–Scunthorpe[43]
- M271 M27–Southampton[44]
- M275 M27–Portsmouth[45]
- M602 M62–Manchester[46]
- M606 M62–Bradford[47]
- M621 M62–Leeds[48]
- M876 M80–M9 norr om Falkirk[49]
- M898 M8–Erskine Bridge vid Glasgow[50]
- A1(M) London (South Mimms)–Letchworth Garden City, Alconbury–Peterborough, Blyth–Carcroft (Doncasters förbifart) och Pontefract–Washington (de delar av landsvägen A1 London–Edinburgh som har motorvägsstandard)[51]
- A3(M) Waterlooville–Havant (den del av landsvägen A3 London–Portsmouth som har motorvägsstandard)[52]
- A38(M) M6–centrala Birmingham, även kallad Aston Expressway. Denna motorväg är ovanlig då den saknar mittbarriär. Antalet körfält i vardera riktningen bestäms nämligen efter trafiksituation och kan ändras efter olika situationer.[53]
- A48(M) M4–Cardiff[54]
- A57(M) även kallad Mancunian Way, utgör den södra delen av den inre ringleden i Manchester[55]
- A58(M)/A64(M) Leeds inre ringled[56]
- A66(M) A1(M)–Darlington[57]
- A74(M) se M74[58]
- A167(M) i centrala Newcastle-upon-Tyne[59]
- A194(M) A1(M)–Tyne Tunnel utanför Newcastle-upon-Tyne[60]
- A308(M) M4–Maidenhead[61]
- A329(M) Bracknell–Winnersh, nära Reading[62]
- A404(M) M4–Henley-on-Thames[63]
- A601(M) anslutning till M6 vid Carnforth i Lancashire[64]
- A627(M) Oldham–M62–Rochdale[65]
- A823(M) M90–Dunfermline[66]

### Nordirland
Nordirland har ett eget nummersystem som inte alls hänger samman med det som finns i övriga Storbritannien. M1 på Nordirland har alltså inget som helst samband med M1 som går i England. Nummersystemet hänger inte heller ihop med Irlands nät, vilket inte heller planeras inom de närmaste åren.
- M1 Belfast–Dungannon[67]
- M2 Belfast–Antrim, samt förbifart förbi Ballymena[68]
- M3 Lagan Bridge i Belfast[69]
- M5 M2–Newtownabbey[70]
- M12 M1–Portadown[71]
- M22 Antrim–Randalstown[72]
- A8(M) M2–Newtownabbey[73]